# Verim
Verim est une freguesia (paroisse civile) du Portugal, rattachée au concelho (municipalité) de Póvoa de Lanhoso et située dans le district de Braga et la région Nord.
Depuis 2013, Verim fait partie de l'union des freguesias de Verim, Friande et Ajude.

## Géographie

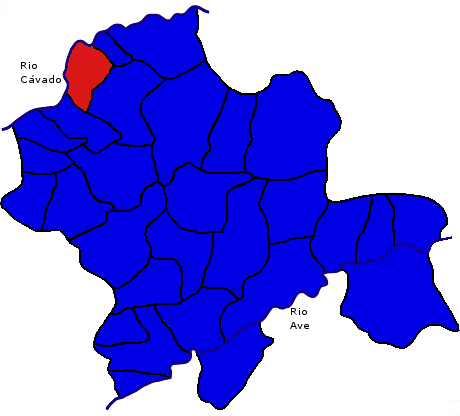
Localisation de Verim dans la municipalité de Póvoa de Lanhoso

Situé au nord-ouest de la municipalité de Póvoa de Lanhoso, Verim est limitrophe de trois autres paroisses civiles de celle-ci (Monsul, São João de Rei et Ajude).

Au nord-nord-ouest de Verim, le Rio Cávado sert de frontière naturelle avec la municipalité d'Amares. Par la rivière, Verim est frontalier avec trois paroisses civiles d'Amares (Figueiredo, Dornelas et Goães).

| Dornelas            | Goães  | Goães Ajude           |
| Dornelas Figueiredo | Verim  | Ajude São João de Rei |
| Figueiredo Monsul   | Monsul | São João de Rei       |

### Topographie

#### Hydrographie
Le Rio Cávado coule à la limite nord-ouest de Verim, venant de la Serra do Larouco d'où il prend sa source, du nord-est vers le sud-ouest.

### Climat
Selon la classification de Köppen le climat est méditerranéen, c'est un climat tempéré qui se caractérise par des étés chauds et secs et des hivers doux et humides. Toujours selon Köppen, Verim est dans la zone Csb (supraméditerranéenne) qui s'étend sur la moitié nord du pays. C'est la variante « galicienne » du climat méditerranéen. Les étés demeurent secs (d'où la classification de Köppen), mais sont moins caniculaires qu'au sud du pays.

## Histoire
Les plus anciennes traces d'occupation humaine de ces terres (retrouvées sur le lieu-dit Lagido) remontent à l'époque mégalithique. En outre, au mont Santa Iria, a été découvert un habitat fortifié datant de l'âge du fer.
Des vestiges de la période romaine ont également été découverts.
Selon le journal O Comércio de Portugal, la fameuse Maria Da Fonte, instigatrice des premiers troubles de la révolte populaire qui eut lieu au printemps 1846 contre le gouvernement Chartiste, serait décédée à Verim dans la nuit du 7 au 8 décembre 1874.

### Héraldique
|  | Les armes de la freguesia de Verim se blasonnent ainsi : Escudo de azul, barra ondada de prata carregada de duas coticas ondadas de azul; em chefe, à dextra, roda de azenha de ouro realçada de vermelho; em contra-chefe, barbo de prata realçado de negro. Coroa mural de prata três de torres. Listel branco com a legenda a negro: “ VERIM “. Ce qui peut être traduit ainsi : D'azur, à la barre ondée d'argent chargé d'une jumelle ondée en barre du champ, accompagnée en chef d'une roue de moulin d'or (au trait de gueules) et en pointe d'un bar nageant d'argent. |

Le blason et le drapeau ont été publiés dans le Diário da República (Journal officiel), série III, le 24 mai 1999.

## Population et société

### Démographie
À l’image de l’ensemble des paroisses civiles de Póvoa de Lanhoso, la population de Verim a diminué ces dernières années, passant de 405 habitants en 2001 à 353 habitants en 2011.

Dans l'ensemble, les habitants restent très attachés au modèle de la famille traditionnelle. Sur les 112 familles nucléaires recensées en 2011, 83 sont constituées de couples mariés tous représentés légalement par le mari ; il n’y a aucun couple en union libre.

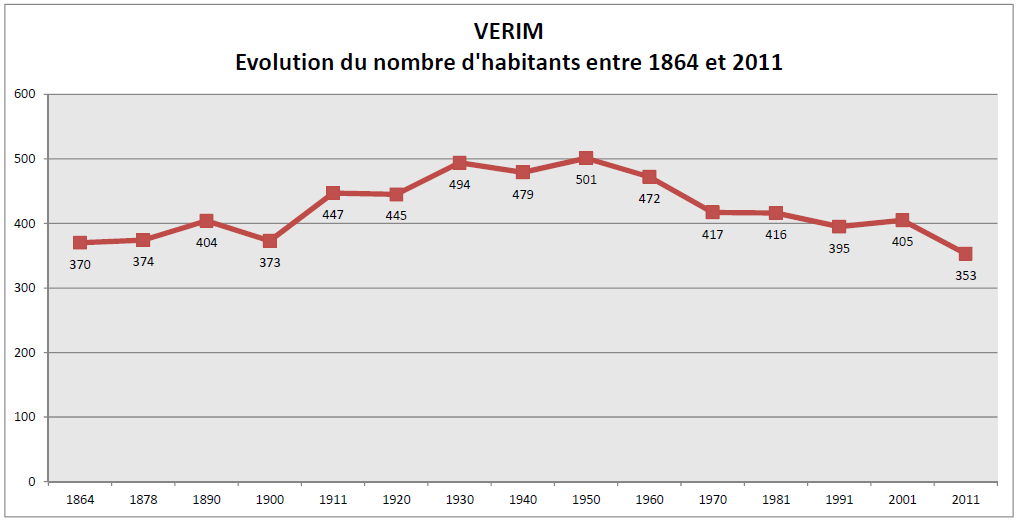
Évolution de la population de Verim entre 1864 et 2011
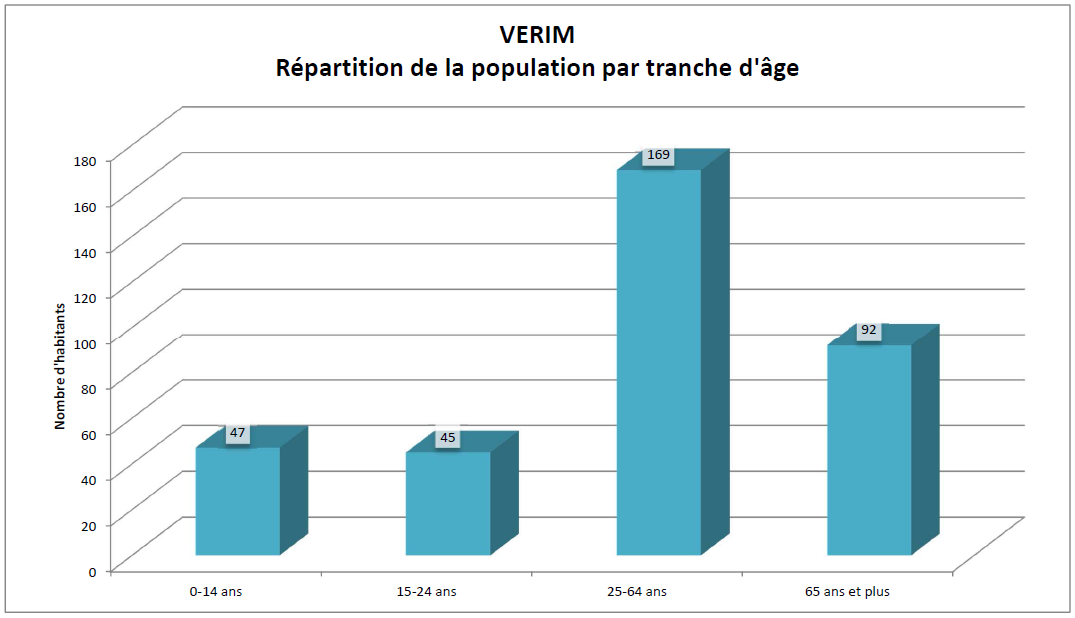
Tranches d'âge de la population de Verim en 2011

## Lieux et monuments

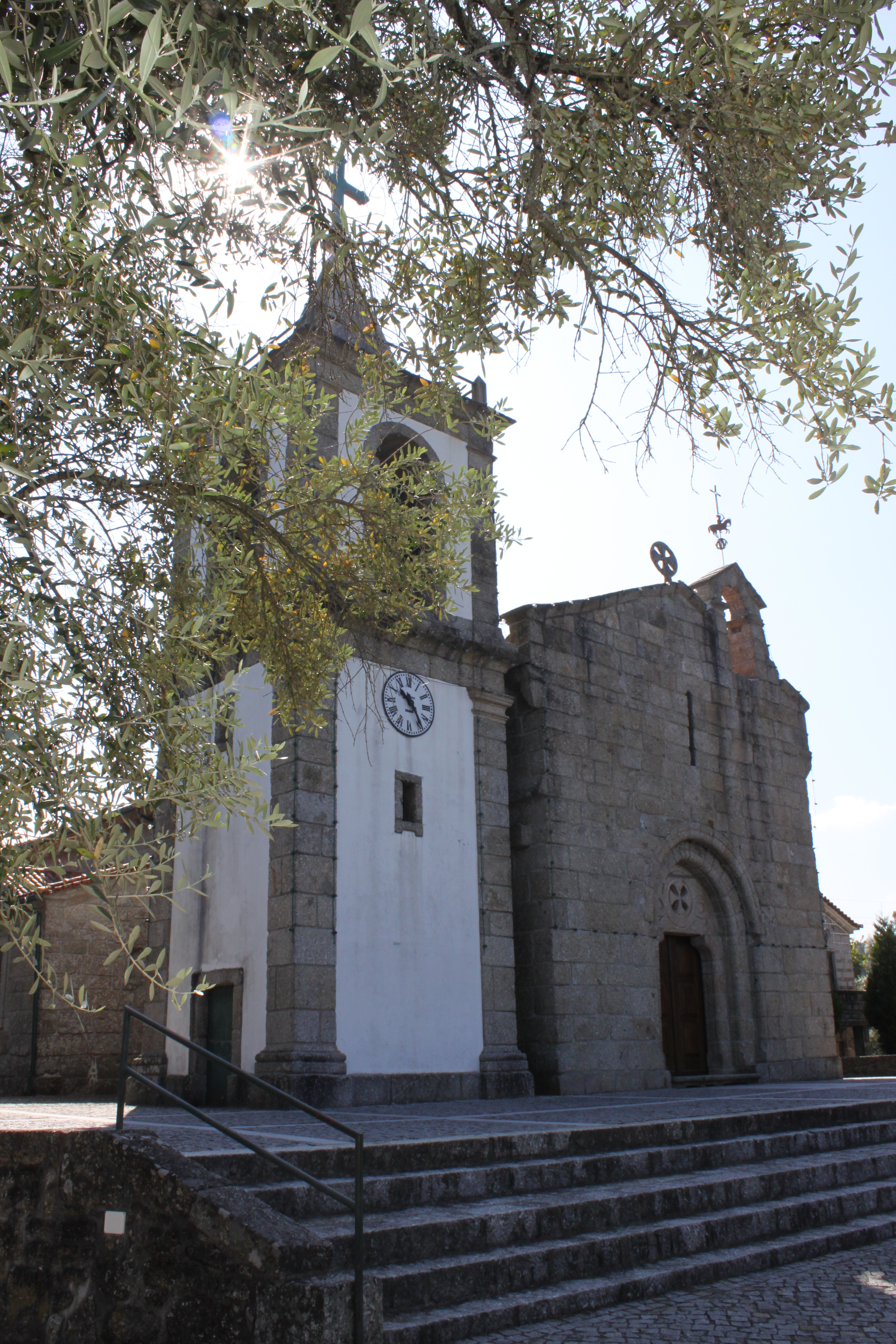
L'église paroissiale

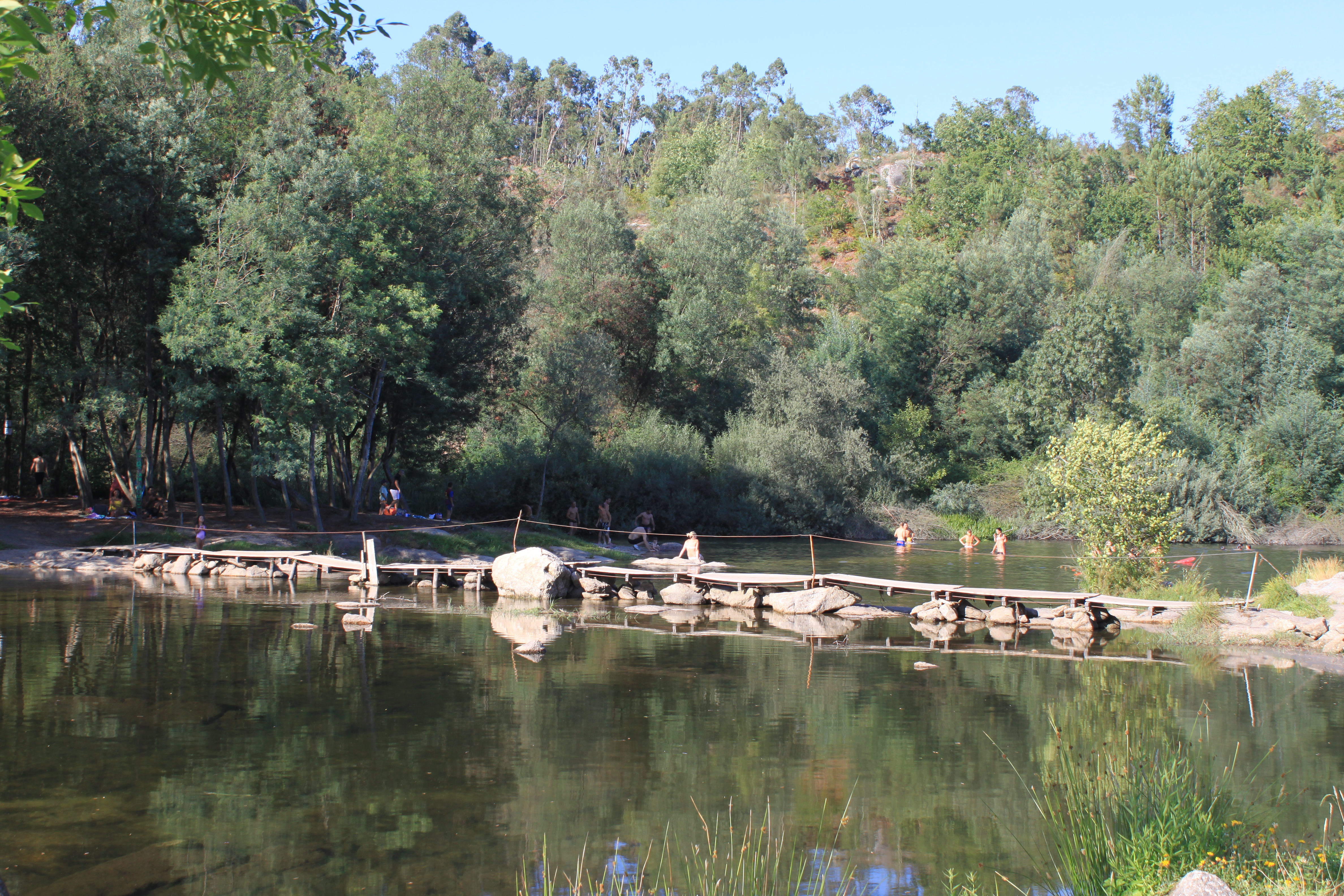
La plage fluviale

- L'église paroissiale romane, désignée comme étant de "facture" bénédictine de Fontarcada, abritant une nécropole médiévale[8].
- La chapelle de São Sebastião
- La chapelle de Nossa Senhora da Penha Alminhas
- La plage fluviale sur le Rio Cávado[9]
- La bouche de sortie du barrage hydroélectrique

## Politique et administration

### Liste des présidents de lafreguesia
| Période | Période  | Identité                              |
| ------- | -------- | ------------------------------------- |
| 2005    | en cours | Carlos Alberto da Cunha e Sousa       |
| 1993    | 2005     | Engº José Manuel dos Santos Henriques |
| 1987    | 1993     | Horácio António Guimarães de Sousa    |
| 1979    | 1987     | José Manuel de Matos Vieira           |
| 1979    | 1979     | Antero Bonifácio de Araújo            |
| 1976    | 1978     | Valdemar Augusto Faria Tinoco         |